# Kirchroth
Kirchroth település Németországban, azon belül Bajorországban. Lakosainak száma 3895 fő (2023. december 31.).

## Népesség
A település népessége az elmúlt években az alábbi módon változott:
| Lakosok száma | 366  | 675  | 631  | 3104 | 3673 | 3669 | 3691 | 3733 | 3825 | 3895 |
|               | 1875 | 1950 | 1975 | 1987 | 2012 | 2014 | 2016 | 2017 | 2021 | 2023 |